# Altdeutsches Namenbuch
Das Altdeutsche Namenbuch (ANB) sollte sämtliche Ortsnamen Deutschlands und Österreichs erfassen. Es wurden Namen von Siedlungen, Bergen, Gewässern und Fluren aufgenommen, die seit der deutschen Besiedlung im Jahr 1200 schriftlich überliefert sind.
Das erste Altdeutsche Namenbuch ist ein Werk von Ernst Förstemann. Es wird in Österreich weitergeführt durch die Österreichische Akademie der Wissenschaften.

## Entstehungsgeschichte
Die Idee für ein altdeutsches Namenbuch stammte von Jacob Grimm. Ernst Förstemann begann um 1849 mit der Realisierung.
Allerdings wusste Förstemann damals nicht, dass auch andere an einem ähnlichen Projekt arbeiteten und ihn deshalb bekämpften. Im Vorwort schrieb er hierzu: „Mit welchen mitteln sie kämpften, widerstrebt mir zu enthüllen, obgleich ich hier sehr auffallendes berichten könnte.“
Förstemann ließ sich davon nicht beirren und veröffentlichte 1856 den ersten Band, welcher einen starken Absatz fand. Förstemann sah sich bestätigt und konnte 1859 den zweiten Band herausgeben. 1872 erschien eine zweite, völlig neue Bearbeitung dieses Bandes. Während dieser Zeit musste Förstemann den Tod zweier ihm nahestehenden Personen hinnehmen: 1863 starb Jacob Grimm, 1876 sein Neffe und Verleger Ferdinand Förstemann.
In Österreich wird das Projekt heute am Institut für Österreichische Dialekt- und Namenlexika des Zentrums für Sprachwissenschaften, Bild- und Tondokumentation (SBT) in Wien betrieben, und als Projekt zur Digitalisierung DINAMLEX genannt, in dem es in eine umfassendere Datenbank der bairischen Mundarten in Österreich eingebunden werden soll.

## Publikationen
- Ernst Förstemann: Altdeutsches Namenbuch.
  - Erster Band: Personennamen
    - 1. Auflage, Nordhausen 1856 (digitale-sammlungen.de)
    - 2., völlig umgearbeitete Auflage 1900 (Nachdruck: Wilhelm Fink Verlag, München 1966)
    - Ergänzungsband: Altdeutsche Personennamen. Verfasst von Henning Kaufmann. Wilhelm Fink Verlag, München/Olms, Hildesheim 1968.

  - Zweiter Band: Ortsnamen
    - 1. Auflage, Nordhausen 1859[3]
    - 2., völlig neue Bearbeitung, Nordhausen 1872[4]
    - 3., völlig neu bearbeitete, um 100 Jahre (1100–1200) erweiterte Auflage unter dem Titel Altdeutsches Namenbuch. Orts- und sonstige geographische Namen (Völker-, Länder-, Siedlungs-, Gewässer-, Gebirgs-, Berg-, Wald-, Flurnamen und dgl.). Herausgegeben von Hermann Jellinghaus. Hanstein, Bonn, Teilband 1: A – K, 1913; Teilband 2: L – Z, 1916 (Nachdruck beider Teilbände: Wilhelm Fink Verlag, München 1983).
- Altdeutsches Namenbuch. Die Überlieferung der Ortsnamen in Österreich und Südtirol von den Anfängen bis 1200. Hrsgg. vom Institut für österreichische Dialekt- und Namenlexika der Österreichischen Akademie der Wissenschaften. Bearbeitet von I. Hausner, E. Schuster. Wien 1989 f.[5]